# Bartolfelde
Bartolfelde ist ein Dorf im südwestlichen Harzvorland und Ortsteil von Bad Lauterberg im Harz im Landkreis Göttingen (ehemals Osterode) in Südniedersachsen, Deutschland.

## Geografie
Der Ort liegt etwa 3 km südlich von Bad Lauterberg, 4 km südöstlich von Barbis, 1,5 km westlich von Osterhagen und 4,3 km nordöstlich von Bockelnhagen. Die ehemalige Innerdeutsche Grenze und heutige Grenze zu Thüringen verläuft etwa 1,2 km südlich des Dorfes.
Früher führte die Bundesstraße 243 (Abschnitt Osterode–Nordhausen) durch Bartolfelde. Unweit des Dorfes verläuft zudem die Bahnstrecke Northeim–Nordhausen.

## Geschichte
Bartolfelde am Harz wurde um ca. 1200 vom Grafen Heidenreich I. von der Grafschaft Lutterberg gegründet. Der Ort wurde
zuerst Bardenevelt genannt. Der Ortsname enthält das Grundwort Feld; die Bedeutung des Bestimmungswortes ist allerdings unsicher. Mögliche Interpretationen sind entweder Bardana mit der Bedeutung Morast, oder hinter dem Bestimmungswort verbirgt sich ein Gewässername, vielleicht die alte Bezeichnung des Barbisser Baches.
Ursprünglich gehörte Bartolfelde zu Thüringen.
Am 11. April 1945 wurde Bartolfelde von amerikanischen Truppen eingenommen. Flüchtlinge und Heimatlose zogen nach Bartolfelde und halfen beim gemeinsamen Wiederaufbau des Ortes mit. 
Durch das Harzgesetz wurde Bartolfelde am 1. Juli 1972 zu einem Stadtteil Bad Lauterbergs.

## Ortsrat
Bartolfelde hat einen Ortsrat mit fünf Mitgliedern. Die Kommunalwahl 2021 ergab folgendes Ergebnis und folgende Sitzverteilung:
- SPD: 1
- WgiR: 4

## Ortsstruktur
Bartolfelde verfügt über einen Kindergarten, Reiterhöfe, einen Ferienhof und mehrere Vereine, wie den Schützenverein und einen Spielmannszug.
Bekannt ist Bartolfelde außerdem für die Herstellung des Schierker Feuerstein.

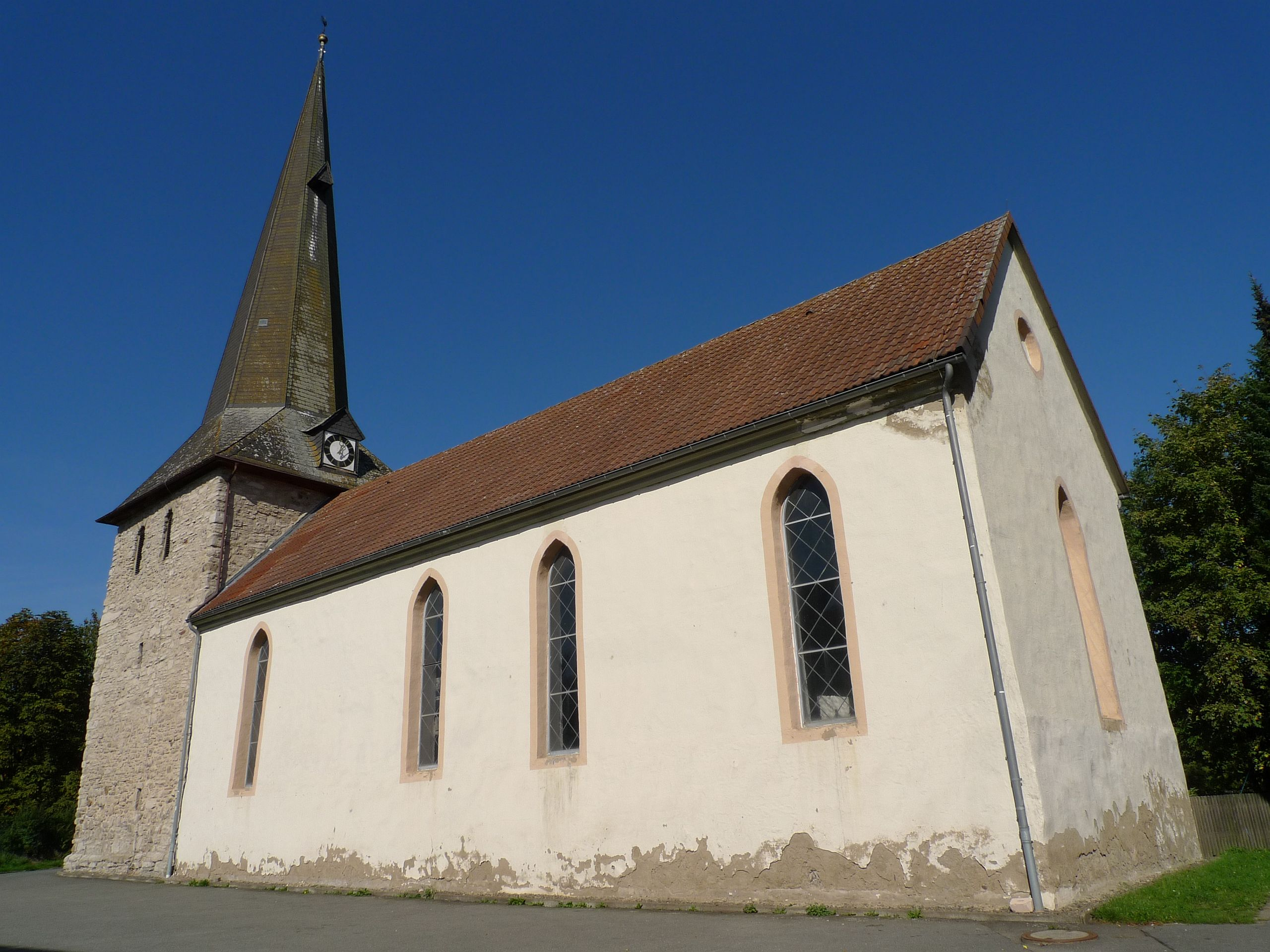
Ev. St.-Bartholdi-Kirche

## Sehenswürdigkeiten
- In der St.-Bartholdi-Kirche gibt es eine Gedenktafel für die Kriegsgefallenen.
- Bartolfelde liegt am Karstwanderweg und an den Naturschutzgebieten Steingrabental – Mackenröder Wald[5] und Butterberg/Hopfenbusch[6]
- Der ehemalige Gemeindesteinbruch wurde wegen seiner Bedeutung für die erdgeschichtliche Forschung und Lehre als Naturdenkmal geschützt.[7][8]
- Die nordwestlich von Bartolfelde gelegenen Westersteine sind ein ehemaliges Korallenriff.[9][10]
- Im Hellengrund liegen mehrere wassergefüllte Erdfälle, etwa 1,2 km südöstlich von Bartolfelde.[11]
- Das Grundlos ist ebenfalls ein wassergefüllter Erdfall. Koordinaten: 51° 35′ 12,48″ N, 10° 28′ 13,8″ O
- Westlich des Ortes befindet sich eine Bachschwinde.[12]
- Erhalten ist ein alter Grenzturm aus der Zeit der DDR.

## Persönlichkeiten
- Georg Andreas Ruperti (1670–1731), deutsch-britischer Theologe